# ジャパニーズレゲエ
ジャパニーズレゲエ (英: Japanese reggae)は、日本で発展したレゲエ音楽。「J-レゲエ」、「ジャパレゲ」と呼称される事もある。

## 歴史

### 1970年代
日本では1970年代後半からフラワー・トラベリン・バンドや日本のパーカッショニストペッカーのほか、豊田勇造、上田正樹らがレゲエを取り入れた音楽を制作していた。

### 2000年代
2001年には三木道三のシングル「Lifetime Respect」が、2006年にはMEGARYU『我流旋風』と湘南乃風『湘南乃風〜Riders High〜』の2枚のアルバムがオリコンチャート1位を記録した。
1993年に結成されたケツメイシは
ヒップホップに加えレゲエをとりいれていたが、和風情緒もあり、J-POPチャートで人気となった。

## 主なレゲエフェスティバル
- 横浜レゲエ祭